# Ragas and Sagas
Albums de Jan Garbarek
I Took up the Runes
(1990) Madar
(1992)
Ragas and Sagas est un album du saxophoniste norvégien Jan Garbarek, paru en 1992 sur le label Edition of Contemporary Music. C'est une collaboration entre Garbarek et des musiciens pakistanais, ainsi qu'avec Manu Katché à la batterie. Le disque est enregistré en mai 1990 par Jan Erik Kongshaug à Oslo.

## Musiciens
- Jan Garbarek - saxophone ténor, saxophone soprano
- Ustad Fateh Ali Khan -  voix
- Ustad Shaukat Hussain Khan - tabla
- Ustad Nazim Ali Khan - sarangi
- Deepika Thathaal - voix
- Manu Katché - batterie

## Titres
| No | Titre    | Durée |
| -- | -------- | ----- |
| 1. | Raga I   | 8:44  |
| 2. | Saga     | 5:28  |
| 3. | Raga II  | 13:08 |
| 4. | Raga III | 11:56 |
| 5. | Raga IV  | 12:56 |